# Adrien Manglard
Adrien Manglard (10. března 1695 Lyon – 1. srpna 1760 Řím) byl francouzský malíř, kreslíř a rytec. Maloval obrazy především s námořní tematikou a jeho díla mu umožnily dosažení úspěšné kariéry. Jeho zákazníky byli prestižní klienti, jakými byl Viktor Amadeus II., král Sardinie či Filip Parmský, vévoda z Parmy.

## Životopis
Adrien Manglard se narodil v Lyonu ve Francouzském království 10. března 1695 (nebo 1685) jako prvorozený syn Edmonda Manglarda a Catherine Rose du Perrierové (nebo Dupérierové). Téhož roku 12. března byl v kostele svatého Vincenta pokřtěn. Manglardův otec byl také malíř původem z Paříže, syn pařížského měšťana Jeana Manglarda a lady Anne Alliotové. Manglardova matka byla dcerou knihkupce a obchodníka Antoina Dupériera a Esprity de Tassi. Oba Manglardovi rodiče byli sirotci. Dupérierova matka se později znovu vdala za místního malíře Pierra Savournina. Kromě Adriena měli další dvě děti. Jeho rodiče byli oddáni 21. května 1693 v bazilice Saint-Martin d'Ainay. Kromě Adriena měli další dvě děti, Pierra, narozeného v roce 1700, a Daniela, narozeného v roce 1702. Jeho rodina měla ekonomické problémy způsobené hladomorem v extrémně chladných zimách malé doby ledové. V roce 1707 byli Manglardovi oba bratři Pierre i Daniel ponecháni v lyonském sirotčinci Hôpital de la Charité, kde byli přijati jako délaissés (opuštěni). Koncem roku 1710 ve Francii následně zemřelo 600 000 lidí.
Po studiích u Adriaena van der Kabela, který patřil ke zlatému věku nizozemského malířství se Manglard přestěhoval do Avignonu nebo Marseille, kde studoval u malíře Josepha Gabriela Imberta (1666–1749). V roce 1715 se přestěhoval do Říma, kde pobýval jako turista. Nebyl v péči Académie royale de peinture et de sculpture, která ho v roce 1736 měla přijmout za řádného člena. V Římě studoval u Bernardina Fergioniho, poté se rychle proslavil jako malíř krajinář. Zaměřil se především na výhledy na moře. Maloval studie lodí, postav Turků a dokonce i velbloudů. Ve svých obrazech často zobrazoval přístavy. Turci a velbloudi odráželi exotičnost velkých italských přístavů. V roce 1722 byl v Římě pravděpodobně již slavným malířem. Přinejmenším od poloviny 20. let 18. století si začal užívat přízně významných občanů. Ve stejněm období začal pracovat pro Savojské vévodství, kam v roce 1726 poslal dva obrazy. Jeho talent námořního malíře byl vynikající a tak jeho kariéra rychle stoupala. Mezi jeho prestižní klienty patřili Viktor Amadeus II., vévoda Savojský a král Piemontu, a také Filip Parmský, vévoda z Parmy, kteří od něj v roce 1726 koupili dva shodné obrazy (Turín, Galleria Sabauda). Filip Parmský si od něho objednal více než 140 obrazů, aby vyzdobil svůj palác. Manglard si také získal záštitu nejvýznamnějších římských rodin, včetně rodiny Colonnů, Orsinů, Rondanů a Chigiů. Pro Chigie freskoval dvě místnosti (piano nobile) v paláci Chigi, který je dnes oficiální rezidencí italského předsedy vlády.
Dne 8. června 1728 v Avignonu zemřela Manglardova matka Catherine Rose du Perrierová. Při této příležitosti se vrátil do Avignonu. Ve stejném roce odešel jeho bratr Daniel na Martinik.
Po kariéře, která trvala více než čtyřicet let, zemřel v Římě 1. srpna 1760.
Kromě toho, že byl malířem, byl Manglard také sběratelem umění. V lednu 1761 římský notář J. L. Vannoi sepsal soupis Manglardovy sbírky. Manglardovým univerzálním nástupcem byl jeho bratr Pierre, který tehdy pobýval v Paříži.

## Galerie

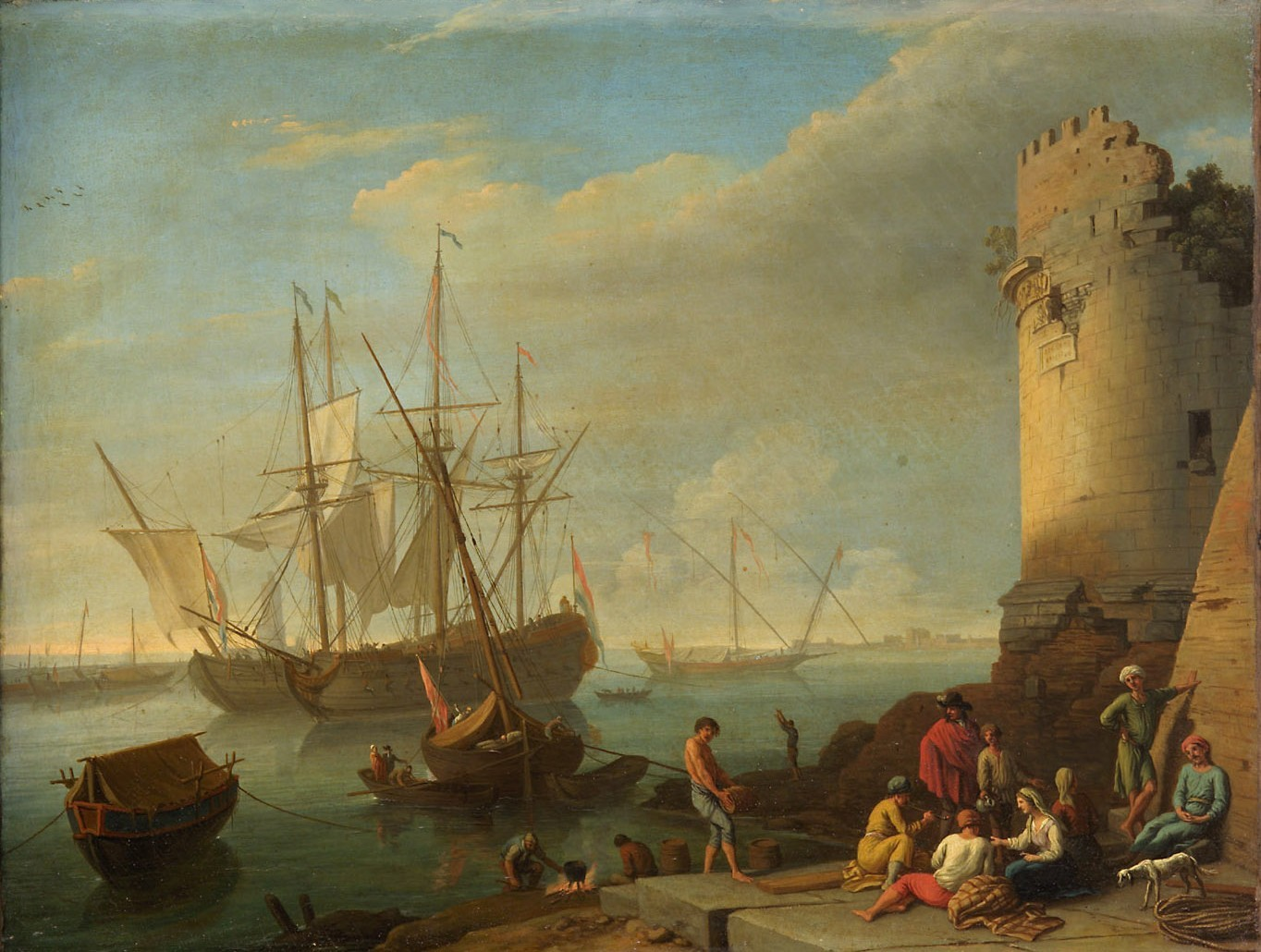
Přístav, Kunsthistorisches Museum, Vídeň
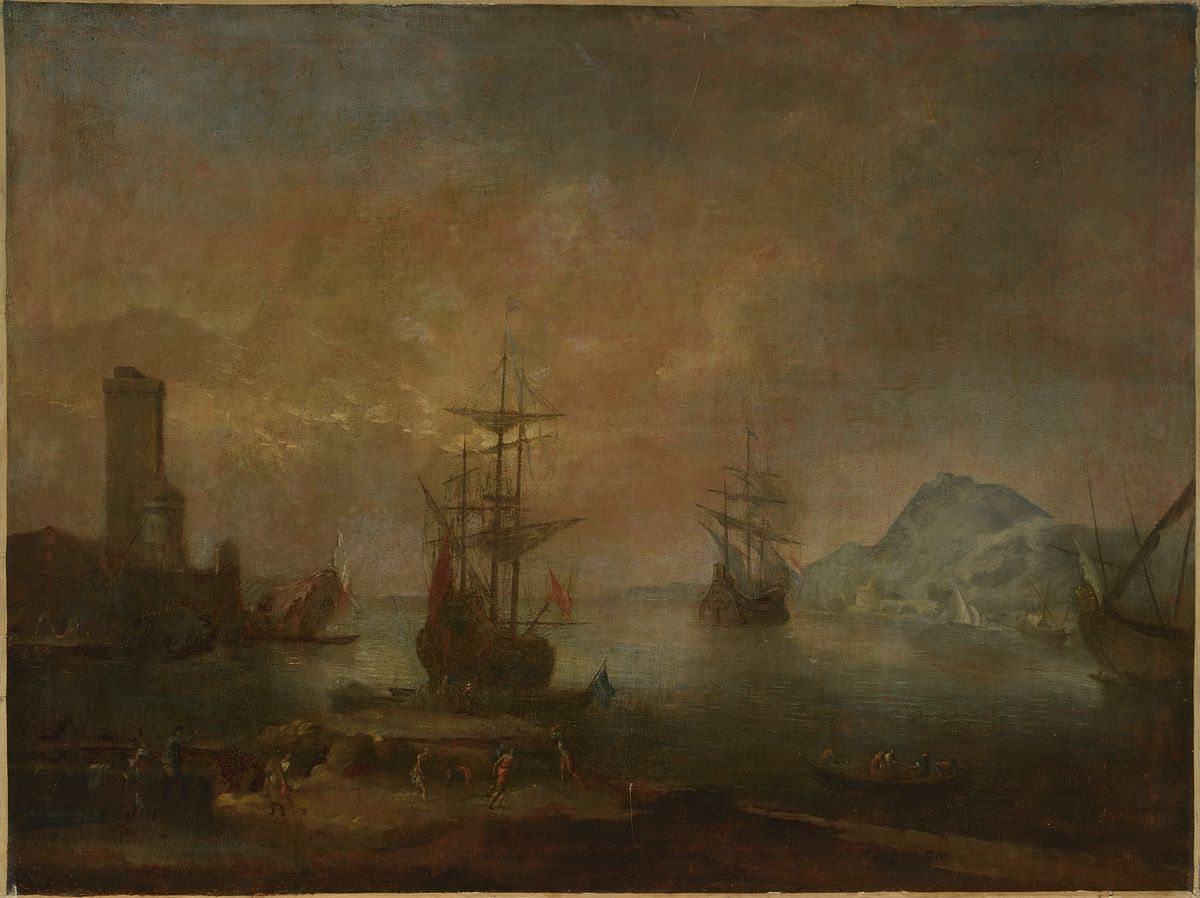
Marine, Musée des beaux-arts, Lyon
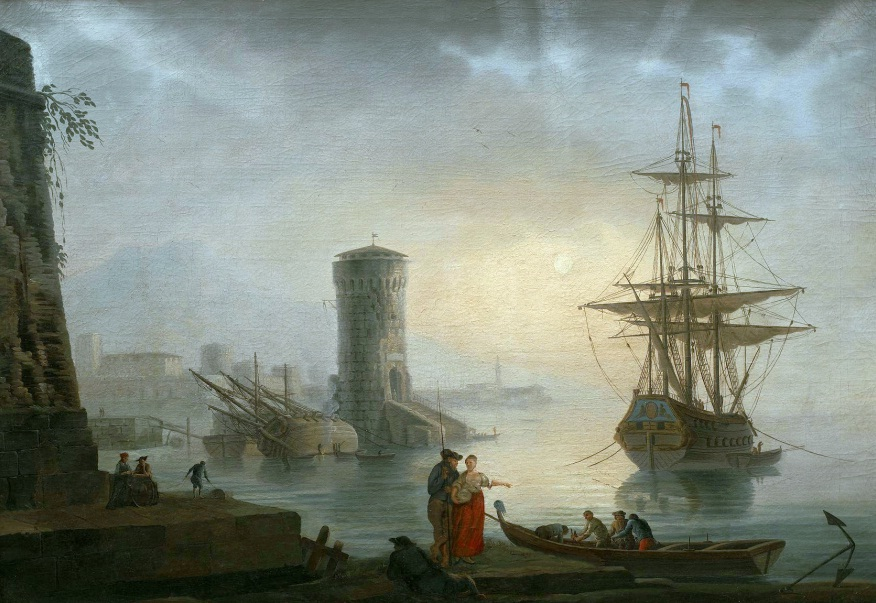
Středomořský přístav, Muzeum krále Jana III., Wilanów
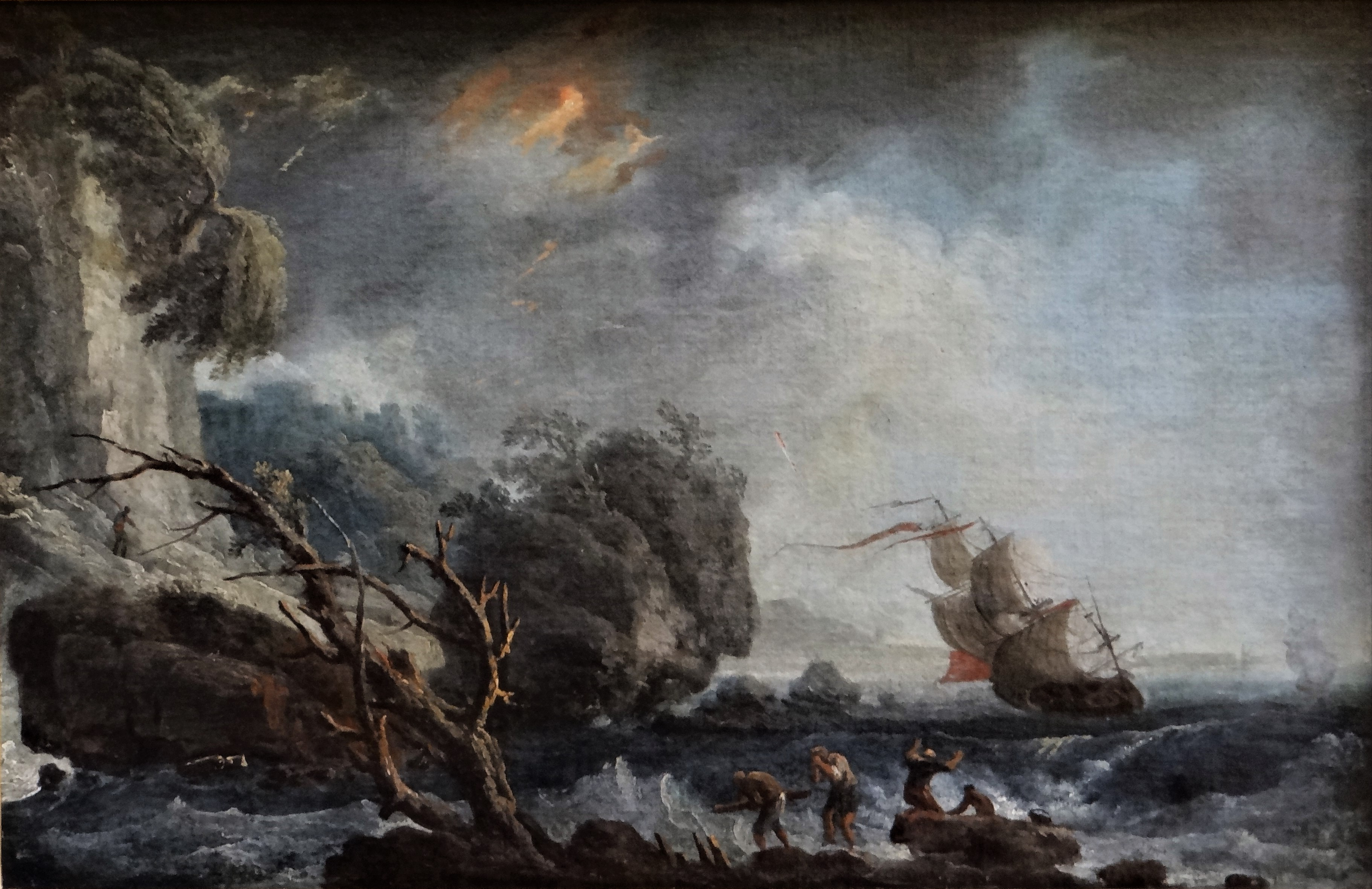
Konec bouře, Musée d'art et d'archéologie du Périgord, Périgueux
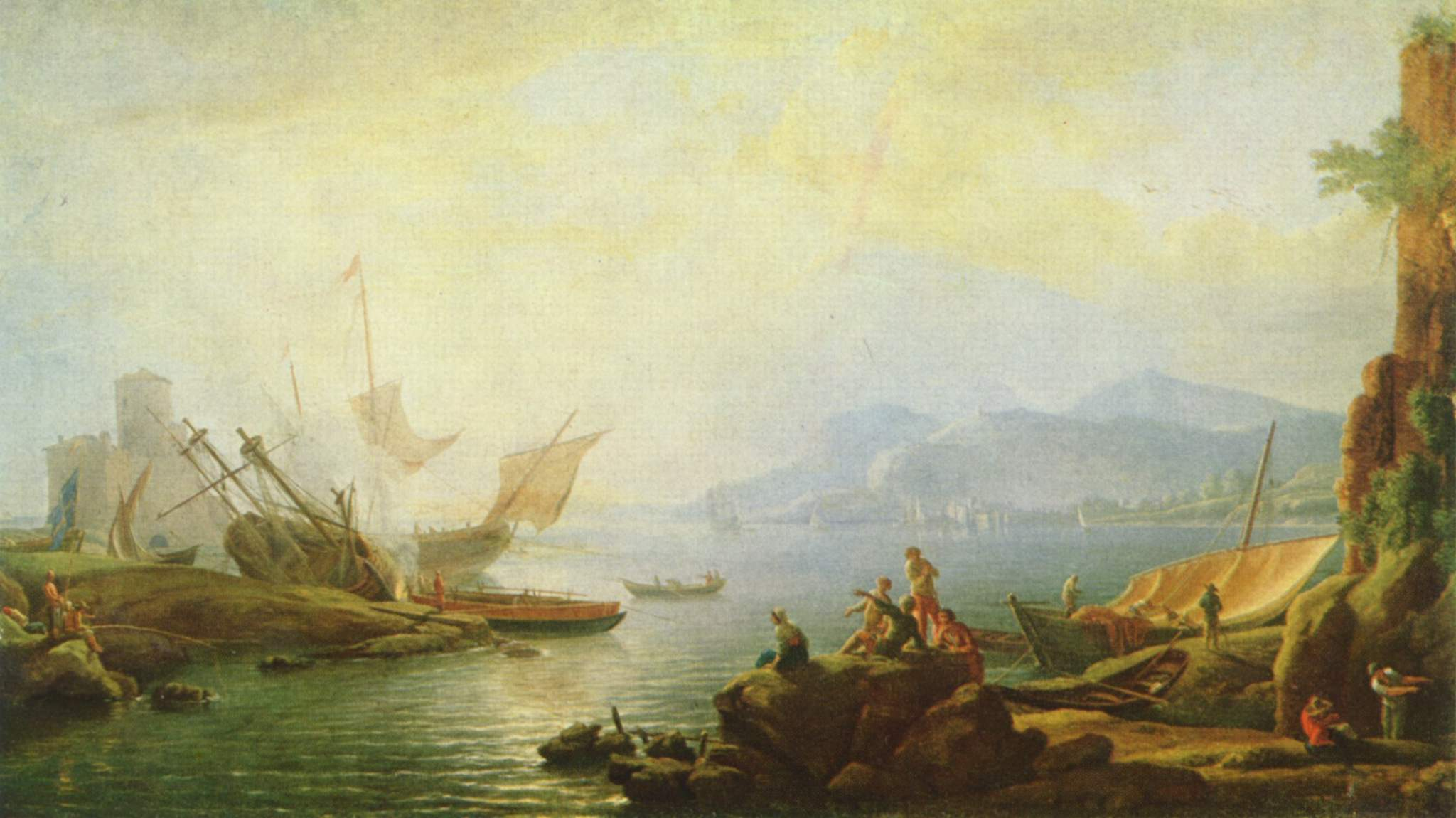
Ústí řeky s přístavem, Museum of Fine Arts, Budapešť
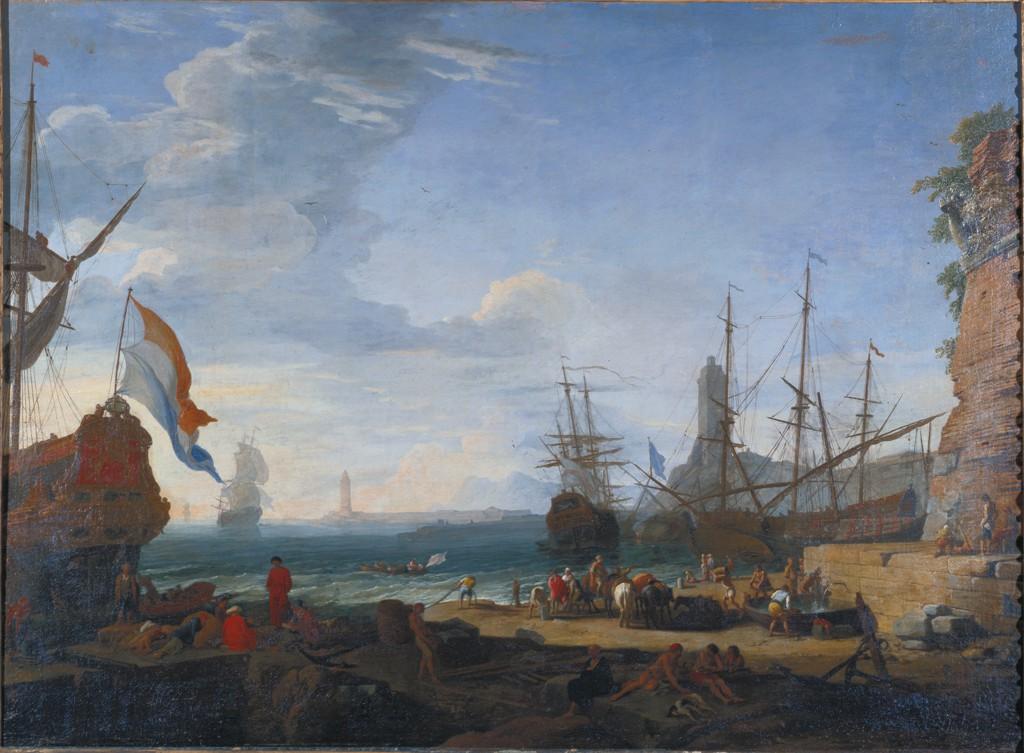
Přístavní scéna, The Fogg Museum, Cambridge, Massachusetts
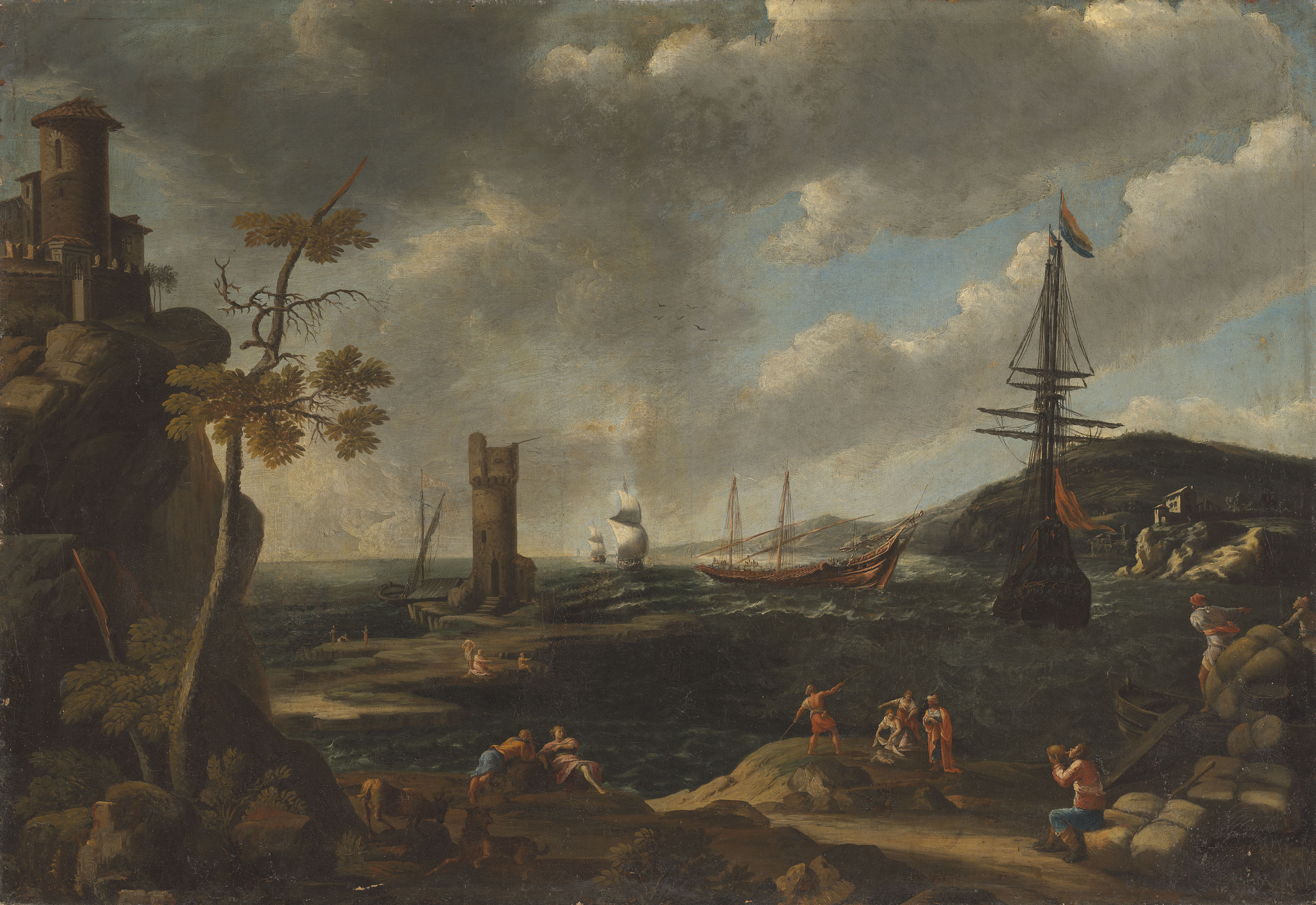
Pobřežní krajina s rybáři, soukromá sbírka
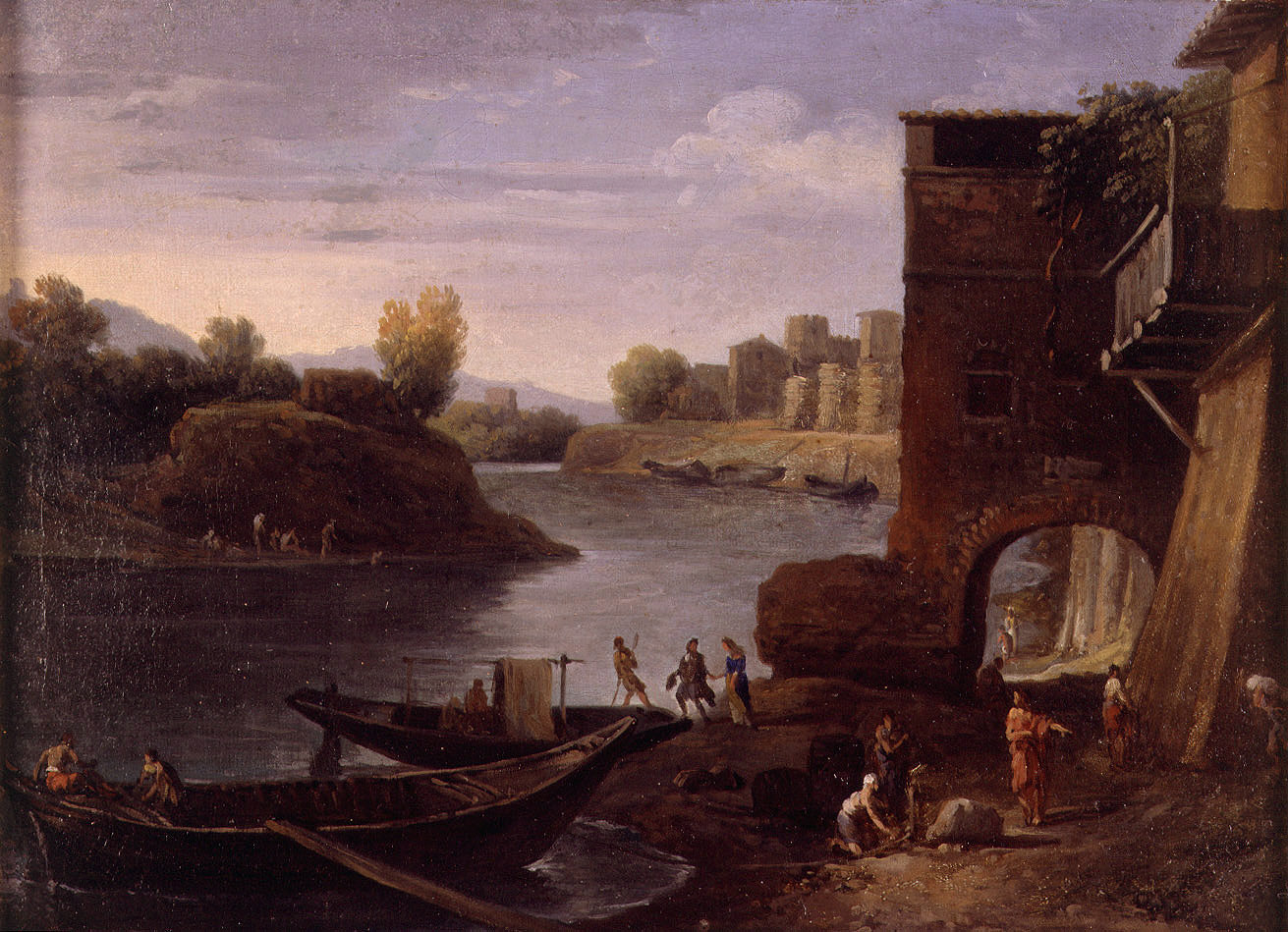
Embarcadero, okruh Adriena Manglarda, Museu de Belles Arts de València, Valencia
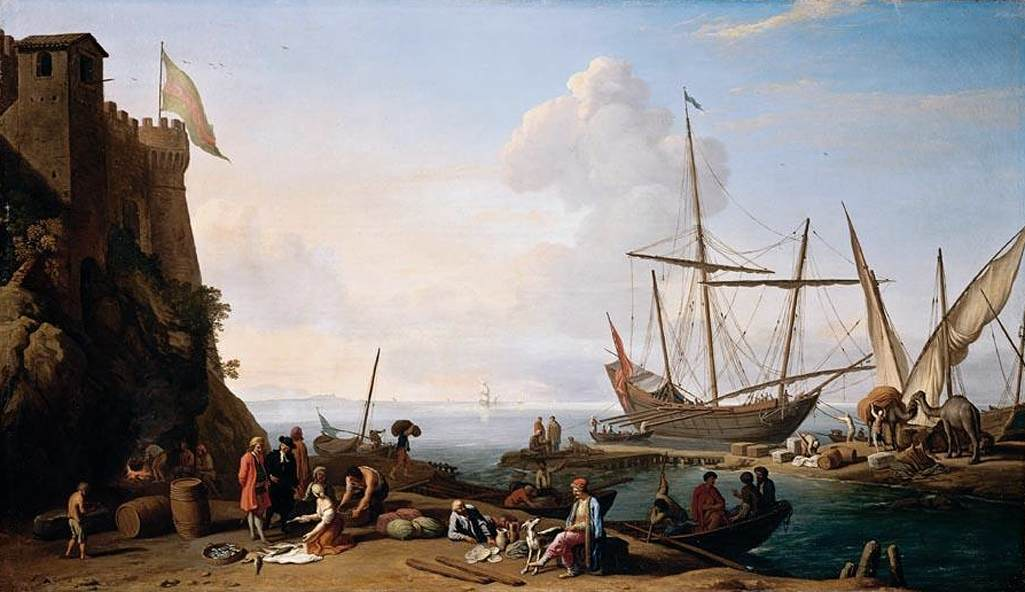
Scéna u středomořského přístavu, soukromá sbírka
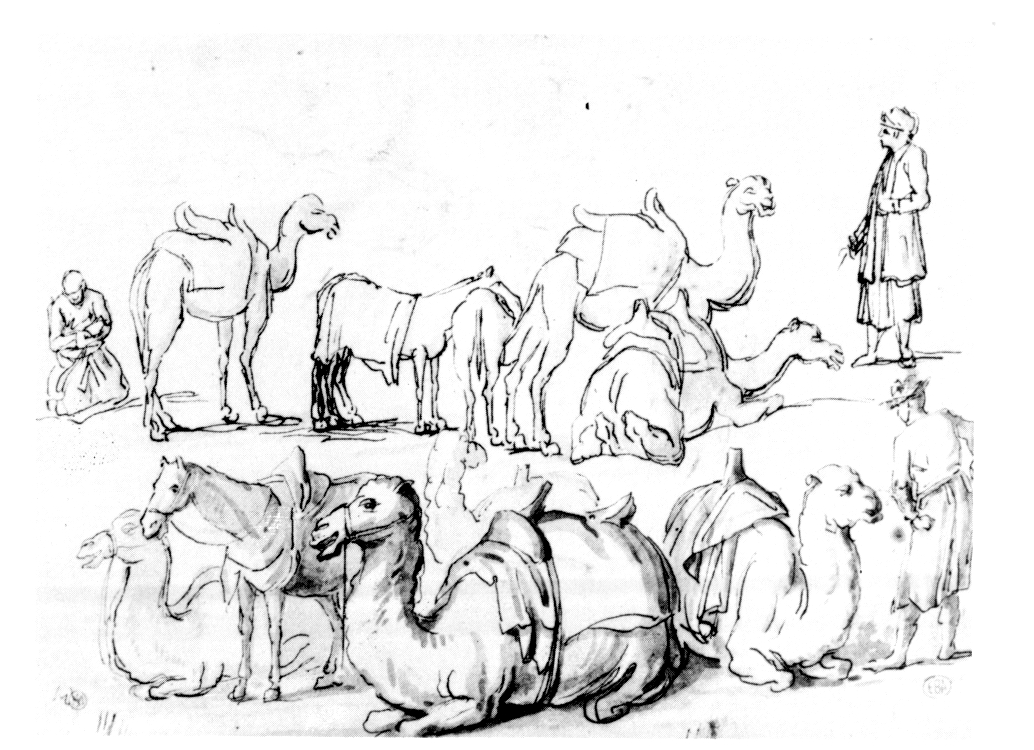
Studie velbloudů
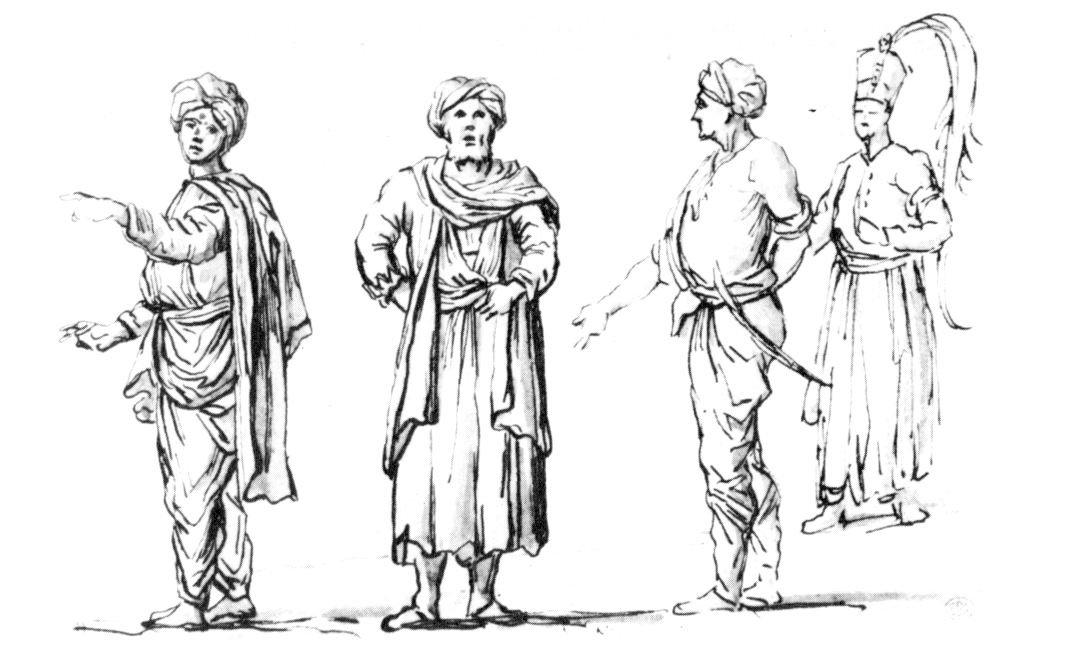
Studie postav Turků